# خانه عبد ا۰۰۰ بیک مسینائی
خانه عبد ا۰۰۰ بیک مسینائی مربوط به دوره قاجار است و در شهرستان درمیان، روستای درمیان واقع شده و این اثر در تاریخ ۱۱ مرداد ۱۳۸۴ با شمارهٔ ثبت ۱۲۵۶۸ به‌عنوان یکی از آثار ملی ایران به ثبت رسیده است.